# Rivoluzione d'aprile sudcoreana
La rivoluzione d'aprile sudcoreana, alcune volte detta rivoluzione del 19 aprile (4·19 혁명?, 四一九革命?, 4·19 HyeongmyeongLR), o movimento del 19 aprile fu un'insurrezione popolare, avvenuta nell'aprile 1960, capeggiata da gruppi di lavoratori e studenti, che portò all'abbattimento dell'autocratica Prima repubblica della Corea del Sud sotto il comando di Syngman Rhee. Essa portò alle dimissioni di Rhee e alla transizione alla Seconda repubblica della Corea del Sud. I moti scoppiarono quando venne scoperto, nel porto di Masan, il corpo di uno studente ucciso da un candelotto di gas lacrimogeni durante una dimostrazione contro le elezioni del marzo 1960.

## Antefatto
Il presidente Rhee era in carica dal 1948, ma si trovava a fronteggiare un crescente malcontento diffuso, poiché il suo governo aveva realizzato uno sviluppo economico e sociale limitato, essendo peraltro percepito come corrotto visto che Rhee aveva modificato la costituzione per prolungare la sua permanenza al potere. Gli Stati Uniti d'America avevano ridotto i loro aiuti, dal valore di 382893000 $ nel 1957 a quello di 222204000 $ nel 1959. Rhee rimase sconvolto e si sentì minacciato da questa riduzione dell'appoggio americano e iniziò a prendere misure sempre più disperate per garantire la sua sopravvivenza politica. Nel dicembre 1958, impose, tramite l'Assemblea nazionale, un emendamento alla legge sulla sicurezza nazionale dando al governo ampi nuovi poteri per limitare la libertà di stampa e impedire il voto ai membri dell'opposizione.
Per le elezioni presidenziali del 1960 erano in corsa due partiti contro Rhee. Il piccolo Partito Progressista, che aveva ricevuto un milione di voti nelle elezioni presidenziali del 1956, era rappresentato da Cho Bong-am, mentre il Partito Democratico era rappresentato da Cho Pyong-ok. Nel luglio del 1959, Rhee accusò Cho Bong-am di essere un comunista, lo fece imprigionare e poi rapidamente giustiziare. Cho Pyong-ok si recò negli Stati Uniti per un'operazione allo stomaco, ma vi morì per un attacco di cuore. La morte di questi due concorrenti sembrò troppo una coincidenza al pubblico coreano e si pensò che fossero il risultato di corruzione.
Per l'elezione del vice presidente, che veniva fatta separatamente in Corea del Sud, Rhee era determinato a far eleggere il suo protetto Lee Ki-poong. Lee corse contro Chang Myon del Partito Democratico, che era stato l'ambasciatore negli Stati Uniti durante la guerra di Corea. Il 15 marzo Lee, che era quasi sempre a letto ammalato, vinse le elezioni con un margine anomalmente ampio, ottenendo 8.225.000 voti contro i soltanto 1.850.000 ricevuti da Myon. Divenne subito chiaro alla gente che il voto era stato fraudolento.

## Le proteste a Masan e morte di Kim Ju-yul
Il 15 marzo 1960, si svolse a Masan una protesta contro la corruzione elettorale. Innescata dallo smascheramento da parte dei membri del Partito Democratico della corruzione elettorale, portò circa un migliaio di abitanti di Masan a raccogliersi davanti alla sede del Partito Democratico intorno alle 19:30. Quando i cittadini si schierarono contro la polizia, la città venne oscurata. La polizia iniziò a sparare contro i dimostranti e questi risposero lanciando pietre contro la polizia.
L'11 aprile, venne trovato, da un pescatore, il corpo di Kim Ju-yul nel porto di Masan. Kim era stato studente nel liceo commerciale di Masan ed era scomparso durante la rivolta del 15 marzo. Le autorità annunciarono che l'autopsia aveva confermato che la causa della sua morte era stata l'annegamento, ma molti respinsero questa spiegazione. Alcuni manifestanti fecero irruzione nell'ospedale e scoprirono che il cranio di Kim era stato colpito da un candelotto di gas lacrimogeni, lungo 20 centimetri, che era penetrato dagli occhi e finito nella parte posteriore della testa, segno che la polizia aveva sparato con un angolo inferiore ai 45 gradi, direttamente al volto dello studente. Il regime di Rhee cercò di censurare le notizie di questo incidente, ma la storia venne riportata dalla stampa coreana, corredata da una foto di Kim nell'obitorio dell'ospedale, e consegnata al mondo attraverso l'AP. Questo incidente scosse la nazione e divenne la base di un movimento nazionale contro la corruzione elettorale. Il 19 aprile Masan esplose con una protesta spontanea di massa di tre giorni che portò a ulteriori scontri violenti.
Il presidente Rhee cercò di spostare l'attenzione affermando che c'erano degli agenti comunisti dietro le proteste di Masan. Successivamente, una commissione d'inchiesta dell'Assemblea Nazionale rilevò che il fuoco della polizia sulla folla non era destinato a disperderla, ma piuttosto ad uccidere i manifestanti. Fu poi rivelato, in un processo penale, che Park Jong-pyo, il capo della Pubblica Sicurezza che aveva ordinato di sparare contro i manifestanti, aveva legato dei massi sul corpo senza vita di Kim Ju-yul, per impedirgli di galleggiare, e lo aveva gettato in mare nel porto di Masan.

## Proteste a Seul
Il 18 aprile, studenti provenienti dall'Università della Corea misero in atto una protesta non violenta, presso l'Assemblea nazionale a Seul, contro le violenze della polizia, chiedendo nuove elezioni, ma vennero attaccati da bande finanziate dai sostenitori di Rhee e furono costretti a tornare al loro campus.
Il 19 aprile, migliaia di studenti marciarono dall'Università  verso la Casa Blu, e durante la marcia si unirono ad essi gli studenti di altre scuole e università, tanto che il loro numero crebbe a oltre 100.000 persone. Arrivati alla Casa Blu, i manifestanti chiesero le dimissioni di Rhee. La polizia aprì il fuoco sui manifestanti uccidendone circa 180 e ferendone migliaia. Quel giorno il governo Rhee proclamò la legge marziale per sopprimere le manifestazioni.
Il 25 aprile 1960, i professori e altri cittadini si unirono agli studenti in numero tale da sopravanzare le forze di polizia che si rifiutarono di combatterli.

## Dimissioni di Syngman Rhee
Il 26 aprile 1960 Syngman Rhee lasciò il potere e Lee Ki-poong, il compagno di Rhee che aveva corso per la vicepresidenza, venne accusato della maggior parte della corruzione del governo.
Il 27 aprile, Lee Ki-poong e tutta la sua famiglia vennero assassinati dal figlio maggiore dello stesso Lee, che poi si suicidò. Il 28 aprile, il ministro dell'Interno Choi In-kyu e il capo della polizia si dimisero assumendosi la responsabilità dei fatti di Masan.

## Conseguenze

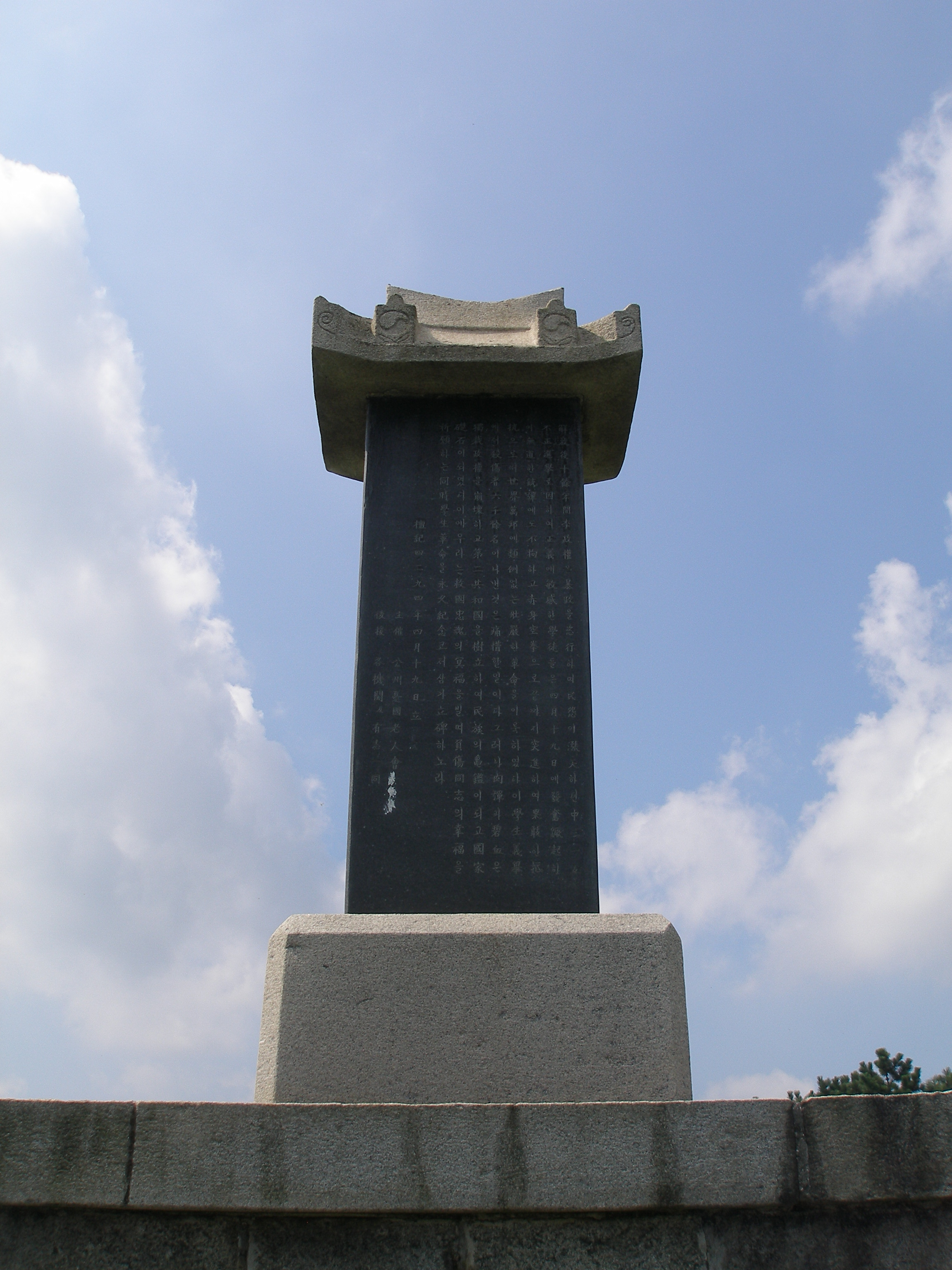
Memoriale delle vittime della rivoluzione d'aprile 1960.

Dopo le dimissioni di Rhee e la morte di Lee Ki-poong, venne posto fine al governo del Partito Liberale in Corea del Sud. La nazione adottò un sistema parlamentare per diminuire il potere del presidente e Yun Bo-seon venne eletto presidente il 13 agosto 1960, mentre il potere esecutivo venne dato al Primo ministro Chang Myon.
Il 16 maggio 1961, dopo mesi di instabilità politica, il generale Park Chung-hee mise in atto un colpo di Stato che rovesciò la breve Seconda Repubblica, rimpiazzandola con una giunta militare e quindi con l'autocratica Terza repubblica della Corea del Sud.